# Les Liaisons Dangereuses 1960 (Art-Blakey-Album)
Les Liaisons Dangereuses 1960 ist ein Jazzalbum von Art Blakey’s Jazz Messengers zusammen mit dem französischen Saxophonisten Barney Wilen. Das Album entstand am 28. und 29. Juli 1959 in New York City als Soundtrack für den französischen Spielfilm Gefährliche Liebschaften von Roger Vadim. Parallel arbeitete Thelonious Monk an einem alternativen Soundtrack, der aber erst 2017 unter demselben Albumtitel erschien.

## Hintergrund

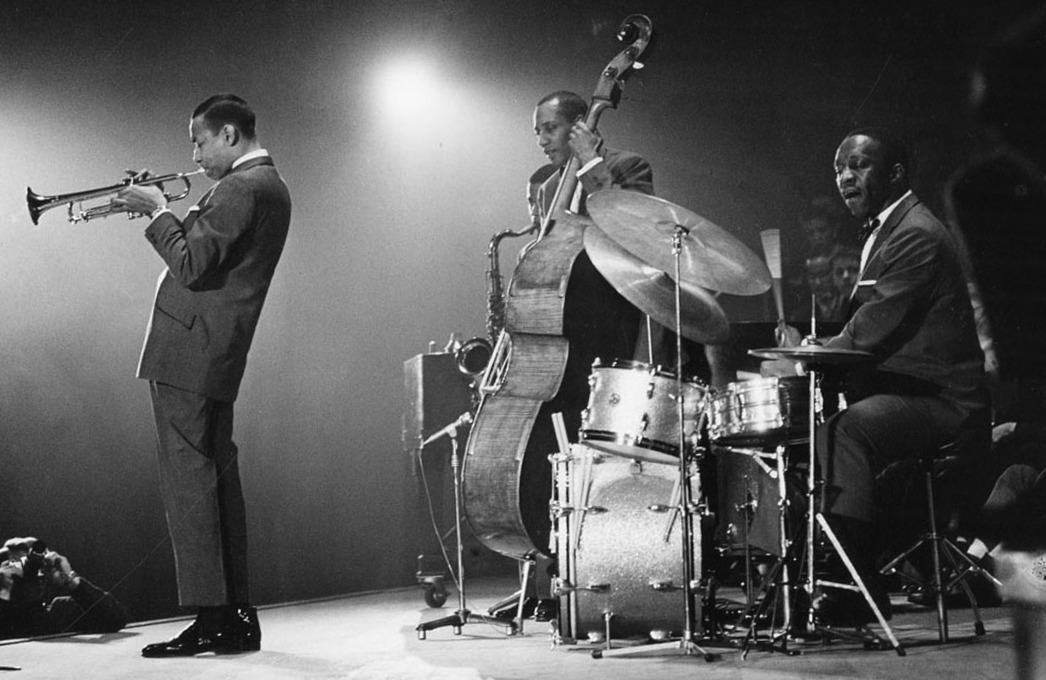
Lee Morgan (l.) mit Art Blakey & the Jazz Messengers (1960)

Als sich der Regisseur Roger Vadim 1959 daran machte, den Briefroman Gefährliche Liebschaften von Choderlos de Laclos als Gegenwartsstück zu verfilmen, bat er den Produzenten Marcel Romano sich um die Filmmusik zu kümmern. Wie bei seinem Film Spuren in die Vergangenheit (Sait-on jamais…), bei dem das Modern Jazz Quartet den Soundtrack beisteuerte, wollte Vadim zeitgenössischen Jazz verwenden. Die Wahl fiel zuerst auf den Jazzpianisten Thelonious Monk, dessen Musik während einer Konzerttour in Paris aufgenommen werden sollte. Doch die Tournee wurde abgesagt, denn Monk steckte in künstlerischen und persönlichen Schwierigkeiten. Sicherheitshalber beauftragte Romano den Jazzpianisten Duke Jordan, der bereits mit Charlie Parker gespielt hatte, mit dem Soundtrack. Romano flog mit dem Drehbuch nach New York und organisierte die Aufnahmen in Nola’s Penthouse Studio. Am 27. Juli 1959 spielte Monk seine Kompositionen ein und am 28. und 29. Juli folgten Duke Jordans Kompositionen, die von Art Blakey & The Jazz Messengers eingespielt wurden. Bei allen drei Sessions war der französische Saxophonist Barney Wilen beteiligt. Wilen hatte bereits Miles Davis beim Soundtrack zu Fahrstuhl zum Schafott begleitet.
So kam es, dass für Vadims Les Liaisons Dangereuses 1960 zwei Soundtracks zustande kamen, die auch im Film zu hören sind. Duke Jordans Musik wurde in den Partyszenen (chez Miguel) verwendet. Das Jazzquintett in den Filmszenen stimmt jedoch nicht mit der Studioband überein. Man hört Lee Morgan auf der Trompete und Art Blakey am Schlagzeug, aber man sieht stattdessen Kenny Dorham und Kenny Clarke.

## Les Liaisons Dangereuses 1960

### Titelliste
- Les Liaisons Dangereuses 1960 – Bande Originale Integrale de Art Blakey’s Jazz Messengers avec Barney Wilen (Fontana (J) 28JD-10169)
- Art Blakey’s Jazz Messengers featuring Barney Wilen: Les Liaisons Dangereuses 1960 – Original Soundtrack (Fontana (F) 680 203 ML)

1. No Problem (1st version) – 7:20
2. No Hay Problema (1st version; mit den Afro-Cuban Boys) – 4:34
3. Prelude in Blue (à L’Esquinade; Art Blakey & Barney Wilen Quartet feat. Duke Jordan) – 6:58
4. Valmontana (1st version) – 4:45
5. Miguel’s Party – 4:22
6. Prelude in Blue (chez Miguel) – 5:51
7. No Problem (2nd version) – 5:58
8. Weehawken Mad Pad – 1:48
9. Valmontana (2nd version) – 4:33
10. No Hay Problema (2nd version; mit den Afro-Cuban Boys) – 3:53 (Bonus Track)

Alle Kompositionen sind von Jacques Marray (Pseudonym von Duke Jordan).

### Musiker
- Trompete: Lee Morgan (Titel 1 & 4–9)
- Tenorsaxophon, Sopransaxophon: Barney Wilen (Titel 1 & 3–9)
- Klavier: Duke Jordan (Titel 3), Bobby Timmons (Titel 1, 2 & 4–10)
- Bass: Jymie Merritt
- Schlagzeug: Art Blakey

Afro-Cuban Boys
- Congas: Tommy Lopez & Willie Rodriguez (Titel 2, 10)
- Bongos: Johnny Rodriguez (Titel 2, 10)

## Les Liaisons Dangereuses (Duke Jordan)
Alle Kompositionen des Albums Les Liaisons Dangereuses 1960 stammen vom Pianisten Duke Jordan, der als Autor unter dem Pseudonym „Jacques/Jack Marray“ firmierte. Jordan nahm seine Kompositionen mit und spielte später seine eigene Version des Soundtracks ein. Die Platte erschien 1962 bei Charlie Parker Records unter dem vollständigen Albumtitel (Music of the original soundtrack from the motion picture) Les Liaisons Dangereuses, zum Teil mit veränderten Titelbezeichnungen. Aus Prelude in Blue und Weehawken Mad Pad wurden The Feeling of Love, Pt. 1 und The Feeling of Love, Pt. 2, Valmontana änderte Jordan in Jazz Vendor und Miguel’s Party benannte er um in Subway Inn. Nur den Namen für das Eröffnungsstück No Problem behielt er bei. Die Komposition No Problem spielte Duke Jordan 1973 erneut ein und machte sie zum Eröffnungsstück seines Albums Flight to Denmark (1974). Als Jordan 1979 Mitglied des Chet Baker Quartets wurde, entstand eine weitere Version von No Problem. Sie wurde auch das Titelstück des gleichnamigen Albums von 1980.

### Titelliste
Das Album Les Liaisons Dangereuses erschien am 12. Januar 1962 auf Charlie Parker Records (PLP 813).
1. No Problem, Pt. 1 – 8:50
2. No Problem, Pt. 2 – 4:15
3. No Problem, Pt. 3 – 6:21
4. Jazz Vendor – 4:52
5. Subway Inn – 4:04
6. The Feeling of Love, Pt. 1 – 7:14
7. The Feeling of Love, Pt. 2 – 3:18

Alle Kompositionen stammen von Duke Jordan.

### Musiker
- Trompete: Sonny Cohn
- Tenorsaxophon: Charlie Rouse
- Klavier: Duke Jordan
- Bass: Eddie Khan
- Drums: Art Taylor

### Rezeption
Der Kritiker Ken Dryden schreibt bei Allmusic: „Überraschenderweise sind Jordans Soli eher zurückhaltend, da er es offensichtlich vorzog, sich auf seine Mitmusiker zu konzentrieren. Auch wenn keines der Stücke einen bleibenden Eindruck hinterlässt, ist die Musik angenehm.“